# Юрчиха
Юрчи́ха (укр. Юрчиха) — село в Каменском районе Черкасской области Украины.
Население по переписи 2001 года составляло 1178 человек. Занимает площадь 4,78 км². Почтовый индекс — 20814. Телефонный код — 4732.

## Местный совет
20814, Черкасская обл., Каменский р-н, с. Юрчиха, ул. Казаряна, 3